# Thomas Hawksley

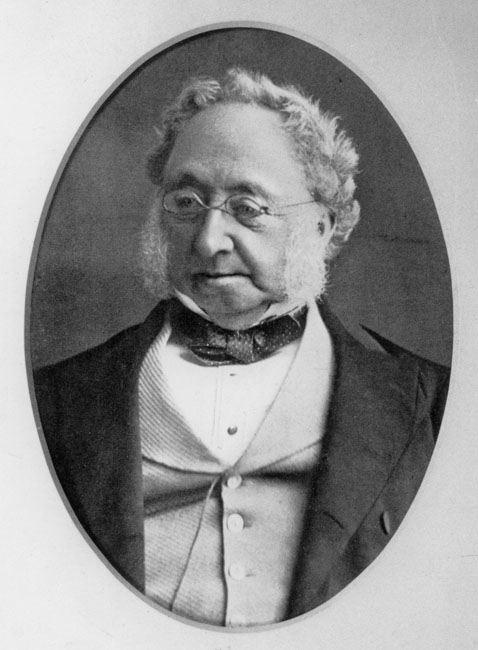
Thomas Hawksley

Thomas Hawksley (* 12. Juli 1807 in Arnold, Nottinghamshire; † 15. September 1893 in Kensington (London)) war ein englischer Bauingenieur des 19. Jahrhunderts, der besonders mit Wasserversorgung befasst war.

## Leben
Er war der Sohn von John Hawksley und Mary Whittle und wurde in Arnold nahe Nottingham am 12. Juli 1807 geboren. Hawksley war vom Alter von 15 an weitgehend Autodidakt, seit er in einem örtlichen Architekturbüro war, das auch eine Vielzahl von Wasserversorgungsprojekten bearbeitete.
Er blieb besonders einer Vielzahl von Anlagen in seinem Heimatland verbunden. Er war Ingenieur bei der Nottingham Gas Light and Coke Company und den Nottinghamer Stadtwerken für mehr als ein halbes Jahrhundert, wobei er früh in seiner Laufbahn die Wasserwerke von Trent Bridge (1831) vollendete. Diese Anlage war Britanniens erste Hochdruck-Wasserversorgung. Sie verhinderte, dass Verschmutzungen in das Leitungsnetz eindringen konnten.
Dieser Erfolg führte dazu, dass er bei vielen großen Wasserversorgungsprojekten überall in England beauftragt wurde, einschließlich Anlagen in Liverpool, Sheffield, Leicester, Leeds, Derby, Darlington, Oxford, Cambridge, Sunderland, Wakefield und Northampton. Er führte auch Entwässerungsprojekte durch, unter anderem in Birmingham, Worcester und Windsor.
1852 gründete Hawksley sein eigenes Ingenieurbüro in Westminster, London. Er war der erste Präsident der Institution of Gas Engineers and Managers (drei Jahre lang ab 1863), Mitglied der Royal Society, und wurde 1871 zum Präsidenten der Institution of Civil Engineers gewählt (eine Stelle, die sein Sohn Charles später 1901 innehatte). Von 1876 bis 1877 war er Präsident der Institution of Mechanical Engineers.
Zwischen 1869 und 1879 arbeitete Hawksley als Berater beim Bau der Reservoire Lindley Wood, Swinsty und Fewston für die Leeds-Wasserwerksgesellschaft.
Er starb 1893 in Kensington, London und ist beerdigt in seinem Familiengrab auf dem Brookwood-Friedhof in Surrey. Im Dezember 2007 wurde ein Granitdenkmal auf seinem vorher unmarkierten Grab aufgestellt.
Thomas Hawksley war der erste in vier Generationen von herausragenden Siedlungswasserwirtschafts-Ingenieuren, gefolgt von seinem Sohn Charles Hawksley, seinem Enkel Kenneth Phipson Hawksley, und seinem Urenkel Thomas Edwin Hawksley († 1972). Die Institution of Mechanical Engineers hält ihm zu Ehren immer noch eine jährliche Vorlesung zu seinem Gedenken ab.